# 젠다성의 포로 (1937년 영화)
젠다성의 포로(The Prisoner Of Zenda)는 미국에서 제작된 존 크롬웰 감독의 1937년 모험, 드라마 영화이다. 로널드 콜먼 등이 주연으로 출연하였고 데이빗 O. 셀즈닉 등이 제작에 참여하였다.
이 영화는 1991년 미국 의회도서관에 의해 미국 국립영화등기부의 보존물로 선정되었다.

## 출연

### 주연
- 로널드 콜먼
- 매들린 캐롤

### 조연
- 레이몬드 머시
- C. 오브리 스미스
- 데이빗 니븐
- 더글러스 페어뱅스 주니어
- 매리 애스터

## 제작진
- 각색: 웰스 루트